# Clarence Saunders
Clarence Saunders (Virgínia, Estados Unidos, 9 de agosto de 1881 -Memphis, 14 de outubro de 1953) foi um empresário americano pioneiro no desenvolvimento do comércio a varejo e no modelo conhecido como Self service.
As ideias de Clarence tiveram influência no desenvolvimento do moderno supermercado.
O empresário trabalhou durante a maior parte de sua vida tentando desenvolver uma verdadeira  loja automatizada, é dele o conceito de armazenagem de alimentos que conhecemos hoje. 